# Yahoo! Sports
Yahoo! Sports est un site Web d'actualités sportives lancé par Yahoo! le 8 décembre 1997. Il reçoit la majorité de ses informations de STATS  Il emploie de nombreux rédacteurs et a des pages pour les équipes de presque tous les grands sports nord-américains. Avant le lancement de Yahoo! Sports, certains éléments du site étaient connus sous le nom de Yahoo! Scoreboard.
De 2011 à 2016, la marque Yahoo! Sports a également été utilisée pour un réseau de radios sportives américaines. Ce réseau est maintenant connu sous le nom de SB Nation Radio.